# قلعة سفيد (ندوشن)
قلعة سفيد (بالفارسية: قلعه سفید ندوشن) هي قلعة تاريخية تعود إلى عصر الدولة الأفشارية والدولة الزندية، وتقع في مقاطعة ميبد.